# Naga Ike
Naga Ike är en sjö i Antarktis. Den ligger i Östantarktis. Norge gör anspråk på området. Naga Ike ligger 5 meter över havet. Arean är 0,79 kvadratkilometer. Den ligger vid sjöarna  Oyako Ike Bosatsu Ike Jizo Ike Kikuno Ike Kuwai Ike Hotoke Ike Nyorai Ike och Misumi Ike. Den sträcker sig 1,7 kilometer i nord-sydlig riktning, och 1,6 kilometer i öst-västlig riktning.
I övrigt finns följande vid Naga Ike:
- Kikuno Ike (en sjö)
- Kizahasi Hama (en strand)
- Mago Ike (en sjö)
- Misumi Ike (en sjö)
- Oyako Ike (en sjö)